# Sara Hossain
Sara Hossain est une barrister à la cour suprême du Bangladesh, la directrice exécutive honoraire de Bangladesh Legal Aid and Services Trust (BLAST), une militante sociale et une avocate pour les droits de l'homme, renommée mondialement. Elle joue un rôle essentiel dans le projet de législation sur les violences faites aux femmes, qui est devenu une loi en 2010,. Elle est connue pour avoir contesté la violence des fatwas, quand celles-ci sont émises pour infliger des punitions dégradantes et des violences aux femmes et aux filles. Elle s'oppose également au test de virginité, dit test des deux doigts, pratiqué dans les affaires de viol, d'atteinte sexuelle et de voile forcé.
En 2016, elle reçoit du département d'État des États-Unis, le Prix international de la femme de courage,.

## Formation et emplois
Sara Hossain est diplômée de l'université d'Oxford, en 1988, où elle obtient un baccalauréat en droit. Elle continue sa formation à la barre du Middle Temple à Londres. Elle s'inscrit aux barreaux d’Angleterre et du Pays de Galles, en 1989, puis à celui du Bangladesh en 1990. Elle s'inscrit à la division Haute Cour de la Cour suprême du Bangladesh en 1992 et continue à la division d' appel en 2008. Elle travaille en tant que juriste auprès d'INTERIGHTS pour l'Asie du Sud, de 1997 à 2003. Elle agit dans les contentieux sur les droits de l'homme devant les juridictions nationales et internationales, y compris devant la Cour européenne des droits de l'homme, la Commission interaméricaine des droits de l'homme et le Comité des droits de l'Homme, sur l'application internationale et comparative des lois sur les droits de l'homme. Elle a également travaillé sur une étude internationale relative aux crimes d'honneur, avec le département du droit islamique et moyen-oriental de l'école des études orientales et africaines à Londres.
Elle préside la mission d'établissement des faits créée par l'ONU en novembre 2022 pour enquêter en République islamique d'Iran sur la répression consécutive au « mouvement Mahsa ».

## Sources de la traduction
- (en) Cet article est partiellement ou en totalité issu de l’article de Wikipédia en anglais intitulé « Sara Hossain » (voir la liste des auteurs).